# 関西発ラジオ深夜便
『関西発ラジオ深夜便』（かんさいはつラジオしんやびん）は、1995年4月からNHK大阪放送局製作で放送されているラジオ深夜便の金曜日の番組タイトルである。

## 概要
それまでもラジオ深夜便では地方発を不定期で行ってきたが、1995年4月の放送から原則として毎月前半の第1～3週の金曜日スタート分（1998年度だけは第2、4週目が地方発となり第1、3、5週の放送となった）は関西地方の話題・情報を全国に発信しようということでこの番組がレギュラースタートした。
年に1-2回程度（ない年もある）、近畿地方で公開録音「深夜便の集い」を開催することがある。その場合は大阪局のアンカー2名+東京のアンカー1名（まれに大阪・東京それぞれ1名ずつ）が「アンカーを囲む会」のコーナーに出席する。また近年は近畿地方以外で行われる「アンカーを囲む会」で関西発のアンカーが出席することもある。
1995年の阪神・淡路大震災を契機に、1996年から2001年、および2005年には阪神・淡路大震災の復興へ向けた取り組みの内容に特化した特別編成が行われた。1996年と2005年は通常の金曜日の放送とは別枠で「神戸発深夜便」としていたが、1997年-2001年は震災当日、またはまれに前日の1月16・17日が金曜日以外に当たる日は曜日を交換する形として、震災前日or当日を関西発、金曜日を東京発とした年もある。
2015年1月16日はこの翌日の1月17日が阪神・淡路大震災から20年になるのにあたり、通常の「関西発深夜便」としては休止としたうえで、午前6時まで延長（FMは17日1時から6時同時放送）して、「ともに迎えたい阪神淡路大震災20年～みんな大切なひとり～」というテーマで震災関連特集を行う。
2011年3月11日は関西発の番組開始以来初めての全休となった。東北地方太平洋沖地震が同日午後2:46に発生し、その地震と津波事故に関係する地上波・衛星全チャンネル共通の地震速報を行ったためである。この後3月13日までNHKは地上波・BSの全チャンネルで震災関連放送を続けたため、深夜便全体でも番組初（試験放送時の1990・1991年度までは除く）の3日間連続休止となった。
原則として関西発は第1-3週の放送であるが、特殊編成により本来は大阪・東京以外の地方発に充てる第4・5週に放送する場合もある他、第1-3週目でも地方発を当てて関西発を休止するケースもまれにだがあった。
- 2012年6月は本来放送されるべき第3週に当たる6月15日は広島発深夜便になった。これは7月下旬-8月中旬にロンドンオリンピック中継が実施される編成上の関係によるもので、本来の地方発に当たる6月22日・6月29日（第4・5週　それぞれ釧路・山口発）とあわせ3週間連続で東京・大阪以外の地方発となる。この関係で2012年8月の放送が4週目まで行われた。
- 2014年は7・8月に連続して4週目まで放送となった（このほか6月第4週は大津、9月第4週は京都からの放送となるため、事実上4か月連続して第4週が関西発となった）。
- 2013年3月は3月10日（日曜日）付けのそれが震災2周年特番でNHK福島放送局発となる関係で、その代替として本来地方発を送る5週目に当たる3月29日の放送を関西発に充てた他、2014年も3月10日（月曜日）がやはり震災3周年で仙台発となったため、その代替として第4週の3月28日も関西発の放送に充てた。
- 2017年は第2金曜に当たる3月10日に仙台からの東北発を放送し、関西発を休止した。この時は月末の代替はせず、第1・3週のみ（第4週は福井、第5週は高知発）となった。

2015年3月20日深夜（3月21日）は、NHKラジオ開局90年「NHK90時間ラジオ〜もっと届け、大切なこと〜」の一環として、『上方演芸会』とコラボレーションした「朝まで上方演芸会」を0時25分から5時に放送（当初は0時10分ごろ開始予定だったが、国会中継（第189回国会・参議院予算委員会 平成27年度予算案集中審議）のため15分延期）。

## 放送日時
- 毎月第1-3金曜日
  - ラジオ第1　23時05分-29時00分（土曜日5時00分）
  - FM　25時00分-29時00分（土曜日1時00分-5時00分）

過去の放送時間
  - 1995-2006年度　ラジオ第1のみ23時15分-29時00分（土曜日5時00分）
    - 1998年度　ラジオ第1・FMとも第1・3・5金曜日放送

  - 2011年度　FMのみ26時00分-29時00分（土曜日2時00分-5時00分）を基本として放送。

ただし、岡田惠和 今宵、ロックバーで〜ドラマな人々の音楽談義〜のラジオ第1での火曜日本放送（当時）が休みの場合は25時00分から放送する週もあった。
またNHK広島放送局は金曜日にぶち☆なま（21時00分-22時40分）が放送されており、本来金曜21時から放送すべきだった石丸幹二のシアターへようこそ（最終週は熊川哲也のバレエ音楽スタジオ）が同時放送できず金曜25時から25時50分に代替放送されたため、ラジオ第1が放送設備メンテナンスを行う日は25時-26時は休止扱いとなっていた（ただし周辺府県の局とNHKネットラジオ らじる★らじるでは放送を聞くことができた）
  - 2012-2014年度
    - ラジオ第1 23時20分（祝日の場合は23時10分）-29時00分（土曜日5時00分）
    - FM 25時00分-29時00分（土曜日1時00分-5時00分）

  - 2015-2018年度
    - ラジオ第1 23時15分（祝日の場合は23時10分）-29時00分（土曜日5時00分）
    - FM 25時00分-29時00分（土曜日1時00分-5時00分）

## 歴代アンカー
- 渡辺誠弥（1995年4月 - 1996年3月）
- 高梨敬一郎（1996年4月 - 1998年3月　1997年4月から第1、3金曜日担当に）
- 峯尾武男（1997年4月 - 2010年3月　1998年度のみ第5金曜日、それ以外は第2金曜日担当）
- 西橋正泰（1998年4月 - 2012年3月　第1、3金曜日担当）
- 中村宏（2010年4月-2012年3月　第2金曜日→2012年4月- 2020年3月　第1、3金曜日担当→2020年4月- 第2金曜日担当大阪局アナウンサー　但し2010年4・5月は奈良局アナウンサーとしての出向出演）
- 住田功一（2012年4月 - 2020年3月　第2金曜日担当→2020年4月-2022年3月 第1、3金曜日担当→2022年4月 - 2023年3月 第1金曜日担当。2025年5月 - 奇数月第3金曜日担当。大阪局アナウンサー→フリー）
- 小野塚康之（2023年4月 - 第1金曜日担当）[2]アンカー就任前はスポーツに関するコーナーを担当していた。

※臨時に第4or5週にも放送される場合、原則的には第2週のアンカーが出演する場合もある。なお、2015年1月は先述の阪神大震災20周年特番の都合（住田はこの番組の司会を担当し、その準備をする都合もあった）の関係で、第2・3週の配置を入れ替える形で、中村が2週目にも担当している。
2012年6月はロンドンオリンピック特別編成の実施に付き、本来関西発とすべき第3週の15日を広島発としたため、関西発は1・8日の2回のみとなった。なおこの年の6月は29日にも山口発として放送したため、地方発では関東・関西以外では珍しく同一月で同じ地域の異なる県からの放送という事例だった。
2015年3月20日付の「朝まで上方演芸会」は、通常第3金曜日を担当する中村ではなく、この当時の『上方演芸会』パーソナリティーである比留木剛史が担当した。
2017年3月10日の放送は本来は第2週・住田の出演日に当たっていたが、東日本大震災6年目に寄せての『東北発深夜便』に充当したため、住田の担当は休止となった。第4・5週に当たる24日・31日は各々福井・高知発となるため、この年の3月の放送は中村が担当した3日と17日の2回のみとなった。
2022年度（4月以後）の第3金曜付は、近畿6府県の放送局に所属する現役アナウンサーが月替り持ち回りで出演するようなる（以下の所属局は放送当時）。
| 2022年度   | 2022年度   | 2022年度 | 2022年度 | 2022年度                         |
| 年月       | アンカー   | 放送局   | 出身地   | 備考                             |
| ---------- | ---------- | -------- | -------- | -------------------------------- |
| 2022年4月  | 比留木剛史 | 大阪局   | 大阪府   | 過去にも大阪・神戸局勤務経験あり |
| 2022年5月  | 横林良純   | 和歌山局 |          |                                  |
| 2022年6月  | 千野秀和   | 京都局   |          |                                  |
| 2022年7月  | 武田真一   | 大阪局   |          |                                  |
| 2022年8月  | 澗隨操司   | 京都局   | 大阪府   | 過去にも大阪局勤務経験あり       |
| 2022年9月  | 岡隆一     | 奈良局   |          |                                  |
| 2022年10月 | 広坂安伸   | 大阪局   |          | 過去にも大阪・神戸局勤務経験あり |
| 2022年11月 | 武田真一   | 大阪局   |          |                                  |
| 2022年12月 | 田代純     | 大津局   | 大阪府   | 過去にも大阪・神戸局勤務経験あり |
| 2023年1月  | 今城和久   | 神戸局   | 兵庫県   | 過去にも大阪・神戸局勤務経験あり |
| 2023年2月  | 広坂安伸   | 大阪局   |          |                                  |
| 2023年3月  | 田中崇裕   | 神戸局   |          | 過去にも大阪局勤務経験あり       |

| 2023年度   | 2023年度   | 2023年度 | 2023年度 | 2023年度                         |
| 年月       | アンカー   | 放送局   | 出身地   | 備考                             |
| ---------- | ---------- | -------- | -------- | -------------------------------- |
| 2023年4月  | 北郷三穂子 | 大阪局   |          | 過去にも神戸局勤務経験あり       |
| 2023年5月  | 田代純     | 大津局   | 大阪府   | 過去にも大阪・神戸局勤務経験あり |
| 2023年6月  | 秋鹿真人   | 奈良局   |          | 過去にも大阪局勤務経験あり       |
| 2023年7月  | 広坂安伸   | 神戸局   |          | 過去にも大阪局勤務経験あり       |
| 2023年8月  | 吉田浩     | 大阪局   |          | 過去に京都・大阪局勤務経験あり   |
| 2023年9月  | 岩槻里子   | 京都局   |          | 過去にも京都・大阪局勤務経験あり |
| 2023年10月 | 兼清麻美   | 大阪局   |          | 過去にも大阪局勤務経験あり       |
| 2023年11月 | 今城和久   | 和歌山局 | 兵庫県   | 過去にも大阪・神戸局勤務経験あり |
| 2023年12月 | 大山武人   | 大阪局   | 大阪府   | 過去にも奈良・大津局勤務経験あり |
| 2024年1月  | 広坂安伸   | 神戸局   |          | 過去にも大阪局勤務経験あり       |
| 2024年2月  | 比留木剛史 | 大阪局   | 大阪府   |                                  |
| 2024年3月  | 田中崇裕   | 神戸局   |          | 過去にも大阪局勤務経験あり       |

| 2024年度   | 2024年度   | 2024年度 | 2024年度 | 2024年度                                                                  |
| 年月       | アンカー   | 所属局   | 出身地   | 備考                                                                      |
| ---------- | ---------- | -------- | -------- | ------------------------------------------------------------------------- |
| 2024年4月  | 広坂安伸   | 神戸局   |          | 過去にも大阪局勤務経験あり                                                |
| 2024年5月  | 高瀬耕造   | 大阪局   | 兵庫県   |                                                                           |
| 2024年6月  | 北郷三穂子 | 大阪局   |          |                                                                           |
| 2024年7月  | 山田朋生   | 和歌山局 |          | 過去にも大阪局勤務経験あり                                                |
| 2024年8月  | 兼清麻美   | 大阪局   |          | 過去にも大阪局勤務経験あり                                                |
| 2024年9月  | 田中崇裕   | 大津局   |          | 過去にも大阪・神戸局勤務経験あり                                          |
| 2024年10月 | 大山武人   | 大阪局   | 大阪府   | 過去にも奈良・大津局勤務経験あり                                          |
| 2024年11月 | 森田洋平   | 奈良局   |          | 過去にも大阪局勤務経験あり                                                |
| 2024年12月 | 広坂安伸   | 神戸局   |          | 過去にも大阪局勤務経験あり                                                |
| 2025年1月  | 住田功一   | フリー   |          | 『阪神・淡路大震災 分かち合いたい30年～語り継ぐ、語り直す～』として放送。 |
| 2025年1月  | 兼清麻美   | 大阪局   |          | 『阪神・淡路大震災 分かち合いたい30年～語り継ぐ、語り直す～』として放送。 |
| 2025年2月  | 三瓶宏志   | 大阪局   |          |                                                                           |
| 2025年3月  | 岩槻里子   | 京都局   |          | 過去にも京都・大阪局勤務経験あり                                          |

| 2025年度  | 2025年度 | 2025年度 | 2025年度 | 2025年度                   |
| 年月      | アンカー | 放送局   | 出身地   | 備考                       |
| --------- | -------- | -------- | -------- | -------------------------- |
| 2025年4月 | 兼清麻美 | 大阪局   |          | 過去にも大阪局勤務経験あり |
| 2025年6月 | 広坂安伸 | 神戸局   |          | 過去にも大阪局勤務経験あり |
| 2025年8月 | 森田洋平 | 奈良局   |          | 過去にも大阪局勤務経験あり |

## 番組の内容
- 0時以後の毎正時に東京からのニュース（0時台・1時台は10分程度、他5分程度）、4時台を除く毎時57分ごろに天気概況を放送。23:55頃からは翌日の日の出の時刻（2010年3月までは気象協会からの解説があった）、また0時55分ごろから世界の天気（世界の主要15都市に加え、関西発のみ大阪を加えた16都市の予報）を放送。東京からの放送は定時ニュースとニュース速報および0時前の全国の気象情報のみ。また、不定期に一度大阪府内で開催された『ラジオ深夜便の集い』の様子を放送している。
- 23時台　日本列島暮らしの便り（関西各地のレポーターから季節の話題を伝える。この際、西橋アンカーはあえて関西弁を使ってレポーターに語りかけている）、ないとエッセー（月に1テーマ、3話完結で出演者は関西で活躍している人物が中心。2019年3月で終了）→ぼやき川柳（かんさい土曜ほっとタイム終了に伴い移動）、安心ラジオ
- 0時台　アジアリポート（毎回アジア各地のレポーター（毎回2カ国）がその国・地域の現状やホットな話題を取り上げる）、列島きょうの動き、深夜便の歌（他の曜日とは違い、番組の冒頭に放送する時間割紹介で、その時間に放送される楽曲・歌手を紹介する。3時台も同じ）
- 0時台後半
  - 第1週「小野塚アナの一球入魂」（2018年3月まで放送していた列島きょうの動きに代わって、関西発では2018年4月からの新コーナー）
  - 第2週「あなたへの手紙」
  - 第3週「未来に伝えたい！童謡」
- 1時台
  - 第1・2週：インタビュー・人ありて街は生き（関西各地で行われる文化関係のイベント紹介や関西で活躍する注目の人物へのインタビュー　2012年度から展示会については不定期で「展覧会への招待」として放送）
  - 第3週：（2012年度から）上方落語を楽しむ（古典上方落語の高座を毎回取り上げ、それに関係する様々な舞台背景を解説する「深夜便落語百選」の関西版。コーナーパーソナリティーは落語作家・くまざわあかね）なお、正月3が日にかかる場合は第1金曜日にも正月特別放送が行われる（2013年1月4日・桂米朝、2014年1月3日・桂枝雀の高座を放送した）。
  - 中村が第1・3週を担当するようになった2012年4月以後、残りの時間は連続テレビ小説（2014年5月まで）、大河ドラマ（同6月以後）のテーマソングの歴史を振り返るコーナーがある（原則として主題歌であるが、作品により挿入歌やイメージソングなどをかけるものもある）
  - また、8月の終戦記念日前後と12月第1週（4-10日）の人権週間前後の平日にはそれぞれをテーマにした特集インタビューシリーズが4-5回程度あり、関西発でもそれらのシリーズが放送される場合はそれを優先する（この場合は必ずしも関西発とは限らず他の地方局が制作するインタビューを流すこともある）。
- 2時台　ロマンチックコンサート
  - 第1・2週（2011年までは毎週）は「競演・世界のアーティスト」と題し、同じ共通性を持つ洋楽の歌手や演奏家を2組取り上げてその演奏を紹介する。3時台の「真夜中の夢の競演」の洋楽版である。2012年度から、第2週はインストゥルメンタル（演奏）のオーケストラを取り上げるようになった。
  - 第3週は2012年4月以後、それまで午前1時台に行っていた「サウンドオアシス」の体裁を引き継いで、ある特定のアーティスト1組を取り上げ、そのアルバムCDから紹介する特集となった
  - 第3週前半：「かんさいストーリー」（関西在住、あるいは関西出身の著名人の著書・エッセーをNHK関西地区各放送局アナウンサーが朗読する）
- 3時台　にっぽんの歌こころの歌、深夜便の歌
  - にっぽんの歌・こころの歌は「真夜中の夢の競演」と題し、ある共通性のある邦楽・演歌・歌謡曲の歌手2組の歌を披露する。2012年度から第2週は関西出身・または関西在住の歌手や音楽家を取り上げるようになった。また、2015年はNHKの放送開始90周年企画として、4-9月は在阪放送局のテレビ名作番組のテーマソング集、10月-2016年3月（予定）は「メディアの音楽集」と題して、毎月1つの年を決めて、その年に流行したテレビ番組や映画など、メディア関連のテーマソングや挿入歌を取り上げるシリーズを放送するようになった。
- 4時台　ラジオ深夜便明日へのことば（1日完結）、今日の誕生花、あすの予定

「関西発」では、その日のアンカーが1時台・4時台のインタビュアーを務めることが原則である。

### 過去のコーナー
- 「サウンドオアシス」（1998年-2012年3月、1時台前半） - 週により構成上1時台後半に延期したことも
- 「なつかしのSPレコード盤コーナー」（第2週前半） - レコード史研究家として知られる毛利眞人が所有の昭和初期のレコード盤から名盤を聴かせる
- 2008年は源氏物語執筆1000年を記念した事業の一環として、「源氏物語千年紀朗読特集・田辺聖子・源氏の世界」をNHK関西各アナウンサーの朗読で関西発放送の毎週2時台前半に送った（11月まで）